# Németh János (jogász)
Németh János (Újpest, 1933. július 31. – 2021. március 1.) magyar jogtudós, ügyvéd, egyetemi tanár, az állam- és jogtudományok kandidátusa. A polgári perjog és a polgári nemperes eljárások neves kutatója. Több évtizeden keresztül az Eötvös Loránd Tudományegyetem Állam- és Jogtudományi Kar polgári eljárásjogi tanszékének vezetője. 1993 és 1997 között az egyetem általános rektorhelyettese. 1990 és 1997 között az Országos Választási Bizottság elnöke, 1997 és 2003 között az Alkotmánybíróság tagja, 1998 és 2003 között elnöke.

## Életpályája
Az I. István Gimnáziumban érettségizett 1951-ben. Az érettségi letétele után 1952-ben felvették az Eötvös Loránd Tudományegyetem Állam- és Jogtudományi Karára, ahol 1956-ban summa cum laude minősítéssel szerzett diplomát. Mivel akkor a jogi diploma nem járt együtt a doktori cím megszerzésével, 1957-ben külön doktorált. Diplomájának megszerzése után ügyvédjelöltként dolgozott. 1957-ben vették fel oktatónak régi egyetemének polgári eljárásjogi tanszékére, ahol végigjárta az oktatói ranglétrát. 1994-ben habilitált, majd 2003-ig tanszékvezető egyetemi tanár volt, majd professor emeritusi címet kapott. 1993 és 1997 között az Eötvös Loránd Tudományegyetem általános rektorhelyettese volt. 1973–1974-ben a Müncheni Egyetem, 1984-ben a Kölni Egyetem jogi karain Humboldt-ösztöndíjasként kutatott Egyetemi állása mellett 1986-ban Békés Imrével, Vékás Lajossal és a kar több oktatójával közösen ügyvédi irodát alapítottak, amelynek vezetőjévé jelölték.
1970-ben védte meg az állam- és jogtudományok kandidátusi értekezését. 2004 és 2007 között a Magyar Tudományos Akadémia közgyűlési képviselője volt. Akadémiai tisztségén kívül 1987-ben a Nemzetközi Eljárásjogi Egyesület igazgatótanácsának, 1989-ben a Nemzetközi Eljárásjogi Tudományos Egyesület tanácsának lett tagja. 1997-ig a Magyar Kereskedelmi és Iparkamara (MKIK) mellett működő választottbíróságon választottbíró volt. A Magyar Jog és az Európai jog szerkesztőbizottságának elnöke, 1990 és 1997 között az Országos Magyar Vadászati Védegylet elnökségének tagja volt.

### Közéleti pályafutása
1990-ben az Országos Választási Bizottság első elnökévé választották, 1994-ben megerősítették tisztségében, a pozíciót 1997-ig viselte. Ebben az időszakban az OVB több, választási eljárást megszilárdító állásfoglalást hozott.
1997-ben hétpárti konszenzussal az Országgyűlés az Alkotmánybíróság tagjává választotta. Sólyom László kilencéves mandátumának lejárta után (1998) megválasztották a testület elnökévé. Ezt a tisztséget 2003-ig viselte, amikor hetvenéves korának elérése miatt ki kellett válnia a testületből. Újra választottbíró lett az MKIK-nál és tagként visszatért a Békés-Németh-Vékás és Társai Ügyvédi Irodába. Utódja az Alkotmánybíróság elnöki székében Holló András lett.

## Munkássága
Kutatási területe a polgári eljárásjog, így a polgári perjog és a polgári nemperes eljárások is. A polgári nemperes eljárások oktatásának egyik kezdeményezője és bevezetője.
Munkáiban foglalkozott a rendkívüli perorvoslatokkal, a polgári eljárásjog polgári joggal és családjoggal való kapcsolatával és a polgári nemperes eljárások egyes típusaival. Jelentős tankönyvírói munkássága, több polgári perjogi tárgyú tankönyv szerzője. Fontos munkája a polgári perrendtartás magyarázatát tartalmazó kiadvány volt. Munkáit elsősorban magyar és angol nyelven adta közre.

## Családja
Nős, két leánygyermek édesapja. Az idősebb, Németh Ágnes, az ELTE Állam- és Jogtudományi Kar polgári jogi tanszékének adjunktusa.

## Főbb publikációi
- A rendkívüli perorvoslatok a magyar polgári jogban (1975)
- Polgári jog – Családjog – Polgári eljárásjog
- Polgári eljárásjog (társszerző)
- A polgári perrendtartás magyarázata (szerk., társszerző)
- Polgári perjog I–II. (szerk., társszerző)
- Polgári nemperes eljárások (szerk., társszerző)

## Díjai
- Eötvös Károly-díj (1995)
- Szalay László-emlékérem (2003)
- Lippay-díj (2003)
- Deák Ferenc-emlékdíj (2003)
- A Magyar Köztársasági Érdemrend nagykeresztje (2003)
- Pázmány Péter-díj (2008)